# Lijst van voetbalinterlands Guinee - Malawi
Deze lijst van voetbalinterlands is een overzicht van alle officiële voetbalwedstrijden tussen de nationale teams van Guinee en Malawi. De Afrikaanse landen hebben tot op heden elf keer tegen elkaar gespeeld. De eerste ontmoeting, een vriendschappelijke wedstrijd, vond plaats op 26 maart 1970 op een onbekende locatie in Guinee. Het laatste duel, een kwalificatiewedstrijd voor de Afrika Cup 2023, werd gespeeld in Lilongwe op 9 september 2023.

## Wedstrijden
| №  | Plaats    | Datum            | Competitie                   | Wedstrijd       | Uitslag |
| -- | --------- | ---------------- | ---------------------------- | --------------- | ------- |
| 1  | ?         | 26 maart 1970    | Vriendschappelijk            | Guinee − Malawi | 2 − 1   |
| 2  | Conakry   | 28 januari 2001  | WK 2002 kwalificatie         | Guinee − Malawi | 1 − 1   |
| 3  | Blantyre  | 3 juli 2004      | WK 2006 kwalificatie         | Malawi − Guinee | 1 − 1   |
| 4  | Conakry   | 4 september 2005 | WK 2006 kwalificatie         | Guinee − Malawi | 3 − 1   |
| 5  | Conakry   | 21 juni 2009     | WK 2010 kwalificatie         | Guinee − Malawi | 2 − 1   |
| 6  | Blantyre  | 5 september 2009 | WK 2010 kwalificatie         | Malawi − Guinee | 2 − 1   |
| 7  | Conakry   | 25 maart 2016    | Afrika Cup 2017 kwalificatie | Guinee − Malawi | 0 − 0   |
| 8  | Blantyre  | 29 maart 2016    | Afrika Cup 2017 kwalificatie | Malawi − Guinee | 1 − 2   |
| 9  | Bafoussam | 10 januari 2022  | Afrika Cup 2021              | Guinee − Malawi | 1 − 0   |
| 10 | Conakry   | 9 juni 2022      | Afrika Cup 2023 kwalificatie | Guinee − Malawi | 1 − 0   |
| 11 | Lilongwe  | 9 september 2023 | Afrika Cup 2023 kwalificatie | Malawi − Guinee | 2 − 2   |

## Samenvatting
| Competitie              | Totaal gespeeld | Winst Guinee | Gelijk | Winst Malawi | Doelsaldo Guinee – Malawi |
| ----------------------- | --------------- | ------------ | ------ | ------------ | ------------------------- |
| WK-kwalificatie         | 5               | 2            | 2      | 1            | 8 − 6                     |
| Afrika Cup              | 1               | 1            | 0      | 0            | 1 − 0                     |
| Afrika Cup-kwalificatie | 4               | 2            | 2      | 0            | 5 − 3                     |
| Vriendschappelijk       | 1               | 1            | 0      | 0            | 2 − 1                     |
| Totaal                  | 11              | 6            | 4      | 1            | 18 − 10                   |

FGF · A-internationals · Guinees vrouwenelftal
1960-1969 ·
1970-1979 ·
1980-1989 ·
1990-1999 ·
2000-2009 ·
2010-2019 ·
2020-2029
AC 1970 ·
AC 1974 ·
AC 1976 ·
AC 1980 ·
AC 1994 ·
AC 1998 ·
AC 2004 ·
AC 2006 ·
AC 2008 ·
AC 2012
1962 ·
1963 ·
1964 ·
1965 ·
1966 ·
1967 ·
1968 ·
1969 ·
1970 ·
1971 ·
1972 ·
1973 ·
1974 ·
1975 ·
1976 ·
1977 ·
1978 ·
1979 ·
1980 ·
1981 ·
1982 ·
1983 ·
1984 ·
1985 ·
1986 ·
1987 ·
1988 ·
1989 ·
1990 ·
1991 ·
1992 ·
1993 ·
1994 ·
1995 ·
1996 ·
1997 ·
1998 ·
1999 ·
2000 ·
2001 ·
2002 ·
2003 ·
2004 ·
2005 ·
2006 ·
2007 ·
2008 ·
2009 ·
2010 ·
2011 ·
2012 ·
2013 ·
2014 ·
2015 ·
2016 ·
2017 ·
2018 ·
2019 ·
2020 ·
2021 ·
2022 ·
2023 ·
2024
Algerije ·
Angola ·
Benin ·
Bermuda ·
Botswana ·
Brazilië ·
Burkina Faso ·
Burundi ·
Cambodja ·
Centraal-Afrikaanse Republiek ·
Chili ·
China ·
Comoren ·
Congo-Brazzaville ·
Congo-Kinshasa ·
DDR ·
Egypte ·
Equatoriaal-Guinea ·
Ethiopië ·
Gabon ·
Gambia ·
Ghana ·
Guinee-Bissau ·
Indonesië ·
Irak ·
Iran ·
Ivoorkust ·
Kaapverdië ·
Kameroen ·
Kenia ·
Kosovo ·
Lesotho ·
Liberia ·
Libië ·
Madagaskar ·
Malawi ·
Mali ·
Marokko ·
Mauritanië ·
Mauritius ·
Mozambique ·
Namibië ·
Niger ·
Nigeria ·
Noord-Korea ·
Oeganda ·
Rwanda ·
Senegal ·
Sierra Leone ·
Soedan ·
Somalië ·
Swaziland ·
Tanzania ·
Togo ·
Tsjaad ·
Tunesië ·
Turkije ·
Vanuatu ·
Venezuela ·
Vietnam ·
Zaïre ·
Zambia ·
Zimbabwe ·
Zuid-Afrika ·
Zuid-Jemen
FAM · 
Bondscoaches · 
Topscorers · 
Malawisch vrouwenelftal
1962 - 1969 · 
1970 - 1979 · 
1980 - 1989 · 
1990 - 1999 · 
2000 – 2009 · 
2010 – 2019 ·
2020 − 2029
Algerije ·
Angola ·
Bangladesh ·
Benin ·
Botswana ·
Burkina Faso ·
Burundi ·
Comoren ·
Congo-Brazzaville ·
Congo-Kinshasa ·
Djibouti ·
Egypte ·
Equatoriaal-Guinea ·
Eritrea ·
Ethiopië ·
Gabon ·
Ghana ·
Guinee ·
Ivoorkust ·
Jemen ·
Kameroen ·
Kenia ·
Lesotho ·
Liberia ·
Libië ·
Madagaskar ·
Mali ·
Marokko ·
Mauritius ·
Mozambique ·
Namibië ·
Nigeria ·
Oeganda ·
Rwanda ·
Sao Tomé en Principe ·
Senegal ·
Seychellen ·
Sierra Leone ·
Soedan ·
Somalië ·
Swaziland ·
Tanzania ·
Togo ·
Tsjaad ·
Tunesië ·
Zambia ·
Zimbabwe ·
Zuid-Afrika ·
Zuid-Soedan